# اندروجکسون (آلاباما)
اندروجکسون (به انگلیسی: Andrew Jackson) یک منطقهٔ مسکونی در ایالات متحده آمریکا است که در شهرستان تالاپوسا، آلاباما واقع شده‌است. اندروجکسون ۱۶۳٫۰۷ متر بالاتر از سطح دریا واقع شده‌است.